# 塩沢一平
塩沢 一平（しおざわ いっぺい、1961年 - ）は、日本の国文学者、高等教育研究者、二松學舍大学文学部国文学科教授。
上代文学の研究を入口に、現代のJ-POPに至る歌の研究、特に三浦大知のファン文化研究に取り組んでいる。その傍ら、大学のマーケティングなどに関する研究も行っている。
また、受験産業との関わりも深く、駿台予備学校の講師を務め、学習参考書の執筆にも関わっている。

## 経歴
神奈川県鎌倉市生まれ。
1980年に成城大学文芸学部国文学科に入学し、1984年に卒業した。
1987年に専修大学大学院文学研究科国文学専攻に進み、1990年に修士を取得、その後、1996年まで大学院に在籍した。
その後、山梨学院短期大学の教員となった。
2004年に桜美林大学大学院国際学研究科大学アドミニストレーション専攻（通信制）に入学し、2006年に修了して、2つめの修士を取得した。
2007年に東京大学大学院人文社会系研究科日本文化専攻日本文学専修に進んで、2010年には「田辺福麻呂の研究」により、東京大学から博士（文学）を取得した。
この間、山梨学院大学経営情報学部教授となり、さらに二松學舍大学文学部国文学科教授に転じた。

## おもな著書
- 『万葉歌人 田辺福麻呂論』（笠間書院　2011年）
- 『大伴家持　都と越中でひらく歌学』（花鳥社　2025年）
- きめる！共通テスト古典、学研など、学習参考書の執筆がある[1]。